# Keselőkő
Keselőkő (1899-ig Keselőkő-Pohrágy, szlovákul Podhradie) község Szlovákiában, a Trencséni kerületben, a Privigyei járásban.

## Fekvése
Privigyétől 18 km-re délre, Keselőkő vára alatt (innen kapta a nevét), festői környezetben fekszik.

## Története
A falu története során mindvégig szorosan kapcsolódott a felette magasodó vár történetéhez.
Keselőkő vára a 13. században épült, de csak 1352-ben említik először „Kaseleukeu” alakban. Története során Csák Mátéé, a királyé, majd az Ilsvai Lestáké volt. 1388-ban „Keslymkw” néven említik, addig Bajmóc várához tartozott. Ekkor Luxemburgi Zsigmond szolgálataikért Pásztói Jánosnak és Kakas Lászlónak adta. A falut 1388-ban „Waralya”, „Keselyukw”, „Keseleukw” alakban említik. A Keselőkő-Váralja név a szláv lakosság betelepülésével később Keselőkő-Pohrágyra változott. 1389-ben a Pásztói, 1434-től a Majthényi család birtoka. 1434-ben a Majthényi család szerezte meg a várat is. A korábbi gótikus várat a 16. században átépítették. 1626-ban Bethlen Gábor hadai szállták meg. A Rákóczi-szabadságharc idején indult romlásnak. A harcokban nem szerepelt, tulajdonosai elhagyták, köveit a lakosság széthordta. A falunak 1715-ben 21 háztartása létezett. 1778-ban 25 jobbágy és egy zsellércsalád lakott a faluban, melynek 144 lakosa volt.
A 18. század végén Vályi András így ír a várról: „KESELLŐKŐ Vára Nyitra Várm. tótúl Kamenyi Zamek hajdani eredete bizonytalan, régi birtoka Majtényi Uraságnak, melly híres Nemzetségnek dítséretét lásd Bél Mátyásnak munkájában. In Hung. Nova Tom. IV. pag. 421.”
Majd pedig a faluról: „PODHRAGYA. Két tót falu Nyitra Vármegyében. Elsőnek földes Ura Gróf Traun Uraság, fekszik Zavadának szomszédságában, mellynek filiája; másodiknak pedig földes Ura Majthényi Uraság, ez fekszik Novákhoz nem meszsze, mellynek filiája; lakosaik katolikusok, határbéli földgyeik közép termékenységűek, szőlős kertyeik termékenyek, fájok, legelőjök elég, piatzozások Bajnán, Oszlányon, Bajmótzon, és Prividgyén; egygyiknek szőleje nints; második osztálybéliek.”
1828-ban 51 házában 355 lakos élt. Lakói mezőgazdasággal és idénymunkákkal foglalkoztak.
Fényes Elek 1851-ben kiadott geográfiai szótárában így ír a faluról: „Podhrágy, (Keseleőkő), tót f., Nyitra vmegyében, Bars vmegye szélén; erdős hegyek közt. Számlál 355 kath. lak. Van benne kath. paroch. templom, kastély. – Határában láthatni a régi omladozott Keseleőkő várát, a Majthényi család törzsök helyét. – Ezt a várat a Bethlen és Bocskay seregek elfoglalták; a törökök is több izben bekeritették; de birtokába nem juthattak. F. u. a Majthényi család Ut. p. Privigye.”
Borovszky Samu monográfiasorozatának Nyitra vármegyét tárgyaló része szerint: „Kesselőkő-Podhrágy, Turóczvármegye határán, a Ptacsnik hegység egyik nyúlványán fekvő tót község, 534 r. kath. lakossal. Posta-, táviró- és vasúti állomása Nyitra-Novák. Kath. temploma a mult század elején épült. Kegyura a vallásalap. A község fölött a Podhrágy-hegyen emelkedik a kesselőkői várrom, a kesselőkői Majthényiak-nak ősi fészke, melynek történeti szerepléséről más helyen szólunk. A XIV. század közepén királyi vár volt. A romokat nemcsak az idő viselte meg annyira, hogy ma már csak néhány falrészük látható, hanem a falu lakosainak kegyeletlensége is, akik a vár falában kitünő építkezési anyagot látva, minden ellenőrzés daczára széthordják.”
A trianoni diktátumig Nyitra vármegye Privigyei járásához tartozott.

## Népessége
| Év:            | 1994. | 2004.   | 2014.   | 2024.   |
| -------------- | ----- | ------- | ------- | ------- |
| Emberek száma: | 343   | 333     | 309     | 292     |
| Eltérés:       |       | -2,91 % | -7,20 % | -5,50 % |

| Év:            | 2023. | 2024.   |
| -------------- | ----- | ------- |
| Emberek száma: | 288   | 292     |
| Eltérés:       |       | +1,38 % |

1910-ben 701, túlnyomórészt szlovák anyanyelvű lakosa volt.
2001-ben 321 lakosából 320 szlovák volt.
2011-ben 314 lakosából 309 szlovák volt.
2021-ben 295 lakosából 288 (+1) szlovák, 3 egyéb és 4 ismeretlen nemzetiségű volt.

## Nevezetességei
- A községtől északkeletre fekvő kopár hegyen állnak várának csekély romjai.
- Árpád-házi Szent Margit tiszteletére szentelt római katolikus temploma.

## Külső hivatkozások
- Községinfó
- Keselőkő vára
- Keselőkő vára (szlovákul)
- E-obce.sk[halott link]
- Keselőkő a térképen